# 넬슨 엘리스
넬슨 엘리스(Nelsan Ellis 1977년 11월 30일 ~ 2017년 7월 8일)는 미국의 배우이다. 2017년 7월 8일 심장마비 합병증으로 숨졌다.

## 출연 작품
- 버틀러: 대통령의 집사